# Chlorophytum parvulum
Chlorophytum parvulum är en sparrisväxtart som beskrevs av Emilio Chiovenda. Chlorophytum parvulum ingår i släktet ampelliljor, och familjen sparrisväxter. Inga underarter finns listade i Catalogue of Life.